# Powiat Melezza
Melezza (wł. Circolo di Melezza) – powiat w Szwajcarii, w kantonie Ticino, w okręgu Locarno. Siedziba administracyjna powiatu znajduje się w miejscowości Terre di Pedemonte. 
Powiat składa się z dwóch gmin (comune) o powierzchni 64,98 km² i o liczbie mieszkańców 3736.

## Gminy
| Nazwa gminy        | Powierzchnia km² | Liczba mieszkańców 31 grudnia 2021 |
| ------------------ | ---------------- | ---------------------------------- |
| Centovalli         | 53,39            | 1 107                              |
| Terre di Pedemonte | 11,59            | 2 679                              |

## Zmiany administracyjne
- 25 października 2009
  - przyłączenie gmin Borgnone, Intragna i Palagnedra do gminy Centovalli
- 14 kwietnia 2013
  - powstanie gminy Terre di Pedemonte z gmin Cavigliano, Tegna i Verscio